# Conchocarpus furcatus
Conchocarpus furcatus är en vinruteväxtart som beskrevs av J. A. Kallunki. Conchocarpus furcatus ingår i släktet Conchocarpus och familjen vinruteväxter. Inga underarter finns listade i Catalogue of Life.